# Télescope WIYN
Le télescope WIYN appartient et est exploité par le consortium WIYN. Ce télescope de 3,5 m est le deuxième plus grand télescope optique de l'observatoire de Kitt Peak en Arizona. La majorité du financement de l'observatoire a été fournie par l'université du Wisconsin à Madison, l'université de l'Indiana et l'université Yale, tandis que le National Optical Astronomy Observatory (NOAO) assurait l'essentiel de l'exploitation. La NOAO était un organisme national américain qui gérait de nombreux télescopes optiques situés dans deux observatoires, dont celui de Kitt Peak. Il a été remplacé en 2019 par le NOIRLab.

## Télescope
WIYN est un télescope Ritchey-Chrétien avec une monture altazimutale. Le miroir primaire de faible poids en verre borosilicate a un diamètre de 3,5 m (137.75") et a été fabriqué au Richard F. Caris Mirror Lab,. Soixante-six vérins d'optique active supportent le miroir primaire.
Le télescope est abrité par un dôme semi-rhombicuboctaédrique.

## Instrumentation actuelle

### Hydra
Hydra est un spectrographe multi-objets utilisant des fibres optiques positionnées robotiquement dans le plan focal permettant l'observation simultanée de 100 objets différents au maximum. La lumière est guidée vers une pièce abritant le spectrographe sous le télescope où une caméra CCD enregistre le spectre de chaque objet. Le champ de vue est d'environ 1 degré. Hydra est en service depuis 1990. Il était initialement installé sur le télescope Mayall avant d'être déplacé sur WIYN en 1994. En 2021, une mise à jour majeure du robot de positionnement des fibres "gripper" a été effectuée.

### NEID
Financé par la collaboration NN-EXPLORE  entre la NASA et la National Science Foundation, le spectrographe NEID recherche des planètes extrasolaires en observant les faibles variations de la vitesse radiale de l'étoile hôte causées par la ou les planètes en orbite. Les vitesses radiales extrêmement précises (50 cm/s) obtenues par NEID fourniront les masses et les densités des exoplanètes découvertes par le télescope spatial TESS. Le nom NEID vient du mot Tohono O'odham pour "voir".
Le spectrographe a été conçu et fabriqué à l'université d'État de Pennsylvanie, la fabrication ayant commencé en 2016. La partie Port Adapter de l'instrument, qui fournit le guidage, la mise au point, la correction tip-tilt rapide et la correction de dispersion atmosphérique de la lumière de l'étoile avant de l'injecter dans la fibre optique alimentant le spectrographe, a été fabriquée par l'université du Wisconsin en collaboration avec la NOAO. La mise en service de NEID s'est achevée le 2 juin 2021.
NEID est également appuyé par le Texas Advanced Computing Center (en) (TACC) avec du temps de calcul et de l'expertise pour la recherche de nouvelles exoplanètes.

### One Degree Imager (ODI)

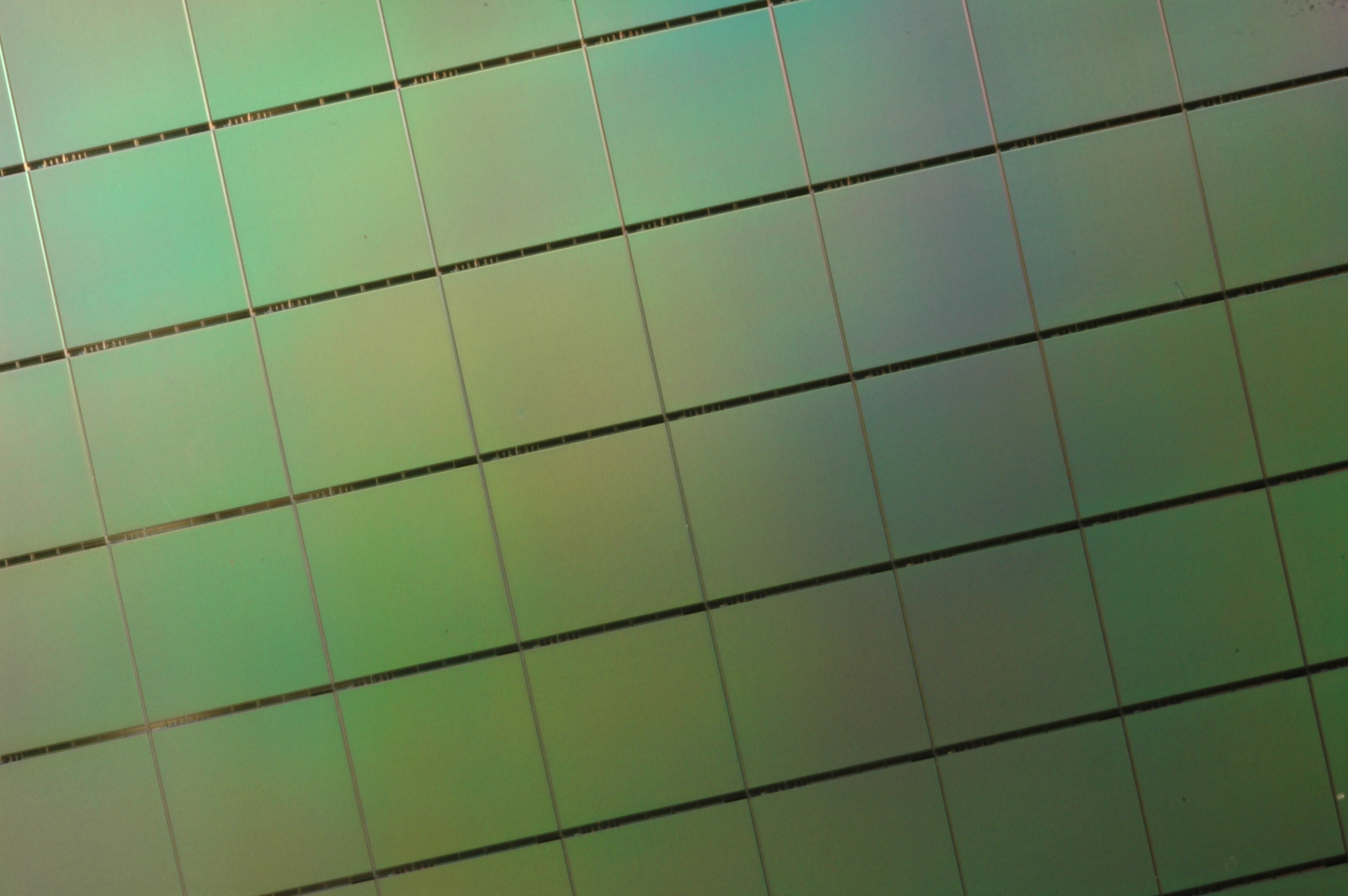
Capteur d'image d'ODI

Le One Degree Imager (ODI) est le porte-drapeau des nouveaux instruments de WIYN. ODI combine le champ de vue de un degré de WIYN avec une excellente qualité d'image. La conception initiale d'ODI visait à couvrir le champ de vue de un degré carré en utilisant 64 Orthogonal Transfer Arrays (OTAs) avec un total de 1 Gigapixels et une résolution de 0,11 arcsecondes par pixel. Les Orthogonal transfer arrays permettent d'améliorer la netteté des images de manière active en corrigeant les images du mouvement tip/tilt lors de l'intégration. Les corrections sont faites sur l'ensemble du champ de vue, faisant d'ODI un instrument unique et compétitif à l'époque des relevés à grand champ de vue. ODI est financé par les partenaires de WIYN et la National Science Foundation.
ODI a d'abord été mis en service dans une configuration partielle ou prototype (pODI) utilisant 13 OTAs à l'été 2012, et fut disponible pour des observations scientifiques depuis le début de 2013. pODI a été décommissionné fin 2014 afin de subir une mise à jour significative. L'ODI amélioré, utilisant 30 OTAs selon une disposition 5x6 a été recommissionné à l'été 2015 et est disponible pour des observations scientifiques depuis août 2015.

### WIYN High Resolution InfraRed Camera (WHIRC)
WHIRC est une caméra d'imagerie proche infrarouge à haute résolution mise en service en 2008. WHIRC était un projet commun entre les partenaires de WIYN et le STScI. Elle est composée d'un détecteur 2k × 2k fournissant une excellente résolution de 0,1"/pixel et un champ de vue de 200 × 200 arcsec. La caméra WHIRC peut être utilisée avec le WIYN Tip/Tilt Module (WTTM) pour fournir des images à très haute résolution. Une large gamme de filtres est disponible.